# Nova Brasilândia
Nova Brasilândia – miasto i gmina w Brazylii, w stanie Mato Grosso.